# Matthäus Adriani
Matthäus Adriani (* um 1475 in Spanien; † nach 1521 in Freiburg im Breisgau?) war ein jüdischer Arzt und zum Christentum konvertierter Hebraist.

## Leben
Adriani wurde in Spanien als Kind einer jüdischen Familie geboren. Er erwarb den  Doktor der Medizin. Nach den Quellen trat er 1501 in Italien in Erscheinung, als er eine Einführung in die hebräische Sprache in Venedig verfasste. Bis 1512 verblieb er in Venedig, wo er die griechische Grammatik des humanistischen Verlegers Aldus Manutius bearbeitete. Erasmus von Rotterdam wurde auf ihn aufmerksam und hob seine Arbeit hervor. Dadurch erhielt er auch einen guten Ruf in Deutschland, sodass er 1512 in Tübingen arbeitete. Hier verfasste der Konvertit 1513 Übersetzungen christlicher Gebete ins Hebräische.
Auf Empfehlung von Johannes Reuchlin und Konrad Pellican (1478–1556) kam er im selben Jahr über Straßburg nach Basel, in der Absicht, über Venedig ins Heilige Land zu pilgern. Er unterrichtete in Basel Wolfgang Capito, die Söhne des Buchdruckers Johann Amerbach, Johannes Brenz und Johannes Oekolampadius. Nach Amerbach sprach er sehr schlecht Latein.
1517 erhielt er als erster nach Auswahl durch Erasmus den Hebraistischen Lehrstuhl des Collegium Trilingue in Löwen. Jedoch erregte er in Löwen Anstoß bei den katholischen Theologen. Am 27. März 1519 hielt er dort eine Rede zum Lob der alten Sprachen, die 1520 in Wittenberg mit einer an Georg Spalatin gerichteten Vorrede gedruckt wurde.
Daher folgte er am 17. April 1520 einem Ruf an die Wittenberger Universität. Hier schien er sich recht wohl zu fühlen, zumal er trotz Wohnraummangels heiratete. Jedoch schon im Herbst überwarf er sich mit Martin Luther, den er betreffs seines Neuen Testaments und in der Rechtfertigungslehre belehren wollte. Als die Widersprüche zu groß wurden, reichte Adriani seine Entlassung ein und verließ aufgrund der Streitigkeiten Wittenberg im Februar 1521. Seitdem verliert sich seine Spur. Möglicherweise zog es ihn in der Folge nach Leipzig. Naheliegender erscheint jedoch die Vermutung, dass er sich nach Freiburg im Breisgau begeben hat.

## Werkauswahl

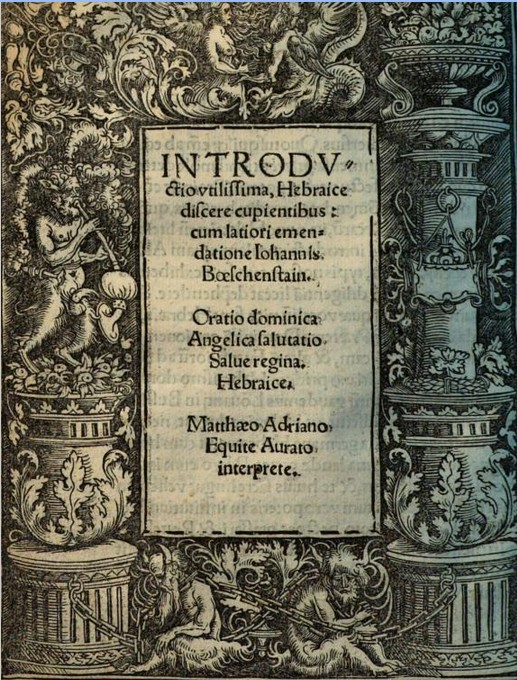
Introductio utilissima Hebraice discere cupientibus, 1520

- Introductio ad hebraicam linguam, bei Aldus Manutius in Venedig, 1501 und 1508
- Grammatik des Konstantinos Laskari, bei Aldus Manutius in Venedig 1512
- Introductio utilissima Hebraice discere cupientibus .... 1520 (com.br [abgerufen am 12. August 2023]).
- Zum Lob der alten Sprachen, Wittenberg 1520

## Einzelbelege
1. ↑  Stephen Burnett: Jüdische Vermittler des Hebräischen und ihre christlichen Schüler im Spätmittelalter. In: Faculty Publications, Classics and Religious Studies Department. 1. Januar 2009 (unl.edu [abgerufen am 12. August 2023]).
2. ↑  Hans-Jürgen Zobel: Die Hebraisten an der Universität zu Wittenberg (1502-1817). In: WZ D MARTIN-LUTHER-UNIVERSITÄT HALLE -WITTENBERG. 1958, S. 1174 f. (uni-wittenberg.de [PDF]).

| Personendaten    | Personendaten        |
| ---------------- | -------------------- |
| NAME             | Adriani, Matthäus    |
| KURZBESCHREIBUNG | spanischer Hebraist  |
| GEBURTSDATUM     | um 1475              |
| GEBURTSORT       | Spanien              |
| STERBEDATUM      | nach 1521            |
| STERBEORT        | Freiburg im Breisgau |